# Mieczysław Piotrowski (sędzia piłkarski)
Mieczysław Piotrowski (ur. 28 grudnia 1953 w Krakowie) – polski sędzia piłkarski.
Z zawodu inżynier budownictwa. Prowadził mecze w ekstraklasie piłkarskiej, zakończył karierę sędziowską w 1993. Działał później w klubie Legia Warszawa.
Obecnie jest m.in. wykładowcą akademickim w Wojskowej Akademii Technicznej, na Wydziale Inżynierii Lądowej i Geodezji w Katedrze Budownictwa. Prowadzi zajęcia m.in. z geologii.
Od 2006 pracuje kolejno na kierowniczych stanowiskach - naczelnika, dyrektora i eksperta w Kancelarii Prezydenta RP, równocześnie działając (od początku istnienia) w samorządzie zawodowym inżynierów budownictwa - wybierany przez środowisko na kolejne kadencje - jako Delegat oraz Rzecznik Odpowiedzialności Zawodowej Inżynierów Budownictwa.